# طواف إيطاليا 1978
طواف إيطاليا 1978 هو سباق دراجات هوائية أقيم في إيطاليا بتاريخ 7 مايو - 28 مايو، تكون السباق من 20 مرحلة وامتدّ لمسافة 3610.5 كم بسرعة 35.750 كم/س، استغرق السباق 101 ساعة 31 دقيقة 22 ثانية. فاز به الإيطالي فرانشيسكو موزر.